# Skupina Hordt
Skupina Hordt (izvirno nemško Gruppe Hordt) je bil korpus avstro-ogrske kopenske vojske, ki je bil aktiven med prvo svetovno vojno.

## Zgodovina
Korpus je obstajal med avgustom in novembrom 1917, ko je bil razpuščen.

## Poveljstvo
Poveljniki (Kommandanten)
- Theodor von Hordt: avgust - november 1917

Načelniki štaba (Stabchefs)
- Josef Dobretzberger: avgust - november 1917